# غريب ولد عجيب (فلم)
غريب ولد عجيب هو فيلم مصري إنتاج عام 1983 بطولة ليلى علوي ،سمير صبري، أحمد بدير ،ومن إخراج كمال صلاح الدين.

## قصة الفيلم
سليم وسيف ودحروج تخرجوا من الجامعة دون أن يعثروا على العمل المناسب لهم، يساعدهم صديق آخر للعمل بأحد الفنادق بالإسماعيلية، يرتبط سليم بحب مايسة الحسناء المحطمة التى يسيطر عليها حب خطيبها السابق رؤوف رغم غرقه أمامها، بينما تقع زينات الزوجة الشابة لمدير الفندق في حب سيف ولكنها تفشل في إغراءه.

## طاقم التمثيل
| - سمير غانم: (غريب حسنى) - إسعاد يونس: (سيّدة أنوعفيفى) - ليلى علوي: (بيرتا بابادوبلوس) - سيد زيان:(خميس حسنى) - عماد رشاد: (سعيد - صديق غريب) - علي الشريف: (راضى - المخرج) - نجاح الموجي: (مساعد منتج) - محمد أبو الحسن: (مانولي بابادوبلوس) | - ضياء الميرغني: (فتحي - عامل السويتش) - أمل إبراهيم: (وداد - الشغاله المعجبة) - ممدوح وافي: (مدير الإنتاج) - أنجيل آرام: (نسمة - المعجبة) - عثمان عبد المنعم:(عسكرى الدورية) - علية عبد المنعم: (والدة غريب) - منصور الجوهري: (حسنى - والد غريب) - مظهر أبو النجا: (التريل - القواد) | - حسين الشريف: (شبيه غريب) - دينار: (صديقة شبيه غريب) - مروة الخطيب: (فتاة الأسانسير) - وحيد حمدي: (المكوجى العشيق) - لمياء طارق: (ياسمين - الممثلة) - عمران بحر: (الغفير) - حسن هلال: (نادل) | - نصر حماد:(شلة الحشاشين) - أحمد العضل: (شلة الحشاشين) - عاطف رزق: (شلة الحشاشين) - شوكت الشيخ: (كاتب الفندق) - كتكوت الأمير: (مطرب) - شوشو عز الدين: (راقصة). |

## طقم عمل
- إخراج : كمال صلاح الدين
- سيناريووحوار: كمال صلاح الدين.

## وصلات خارجية
- مقالات تستعمل روابط فنية بلا صلة مع ويكي بيانات
- غريب ولد عجيب على موقع الدهليز